# Shadertoy
Shadertoy.com es una comunidad en línea de para múltiples navegadores, así como  una herramienta para crear y compartir sombreadores a través de WebGL, que se utiliza tanto para aprender como para enseñar gráficos por computadora en 3D en un navegador web.

## Descripción general

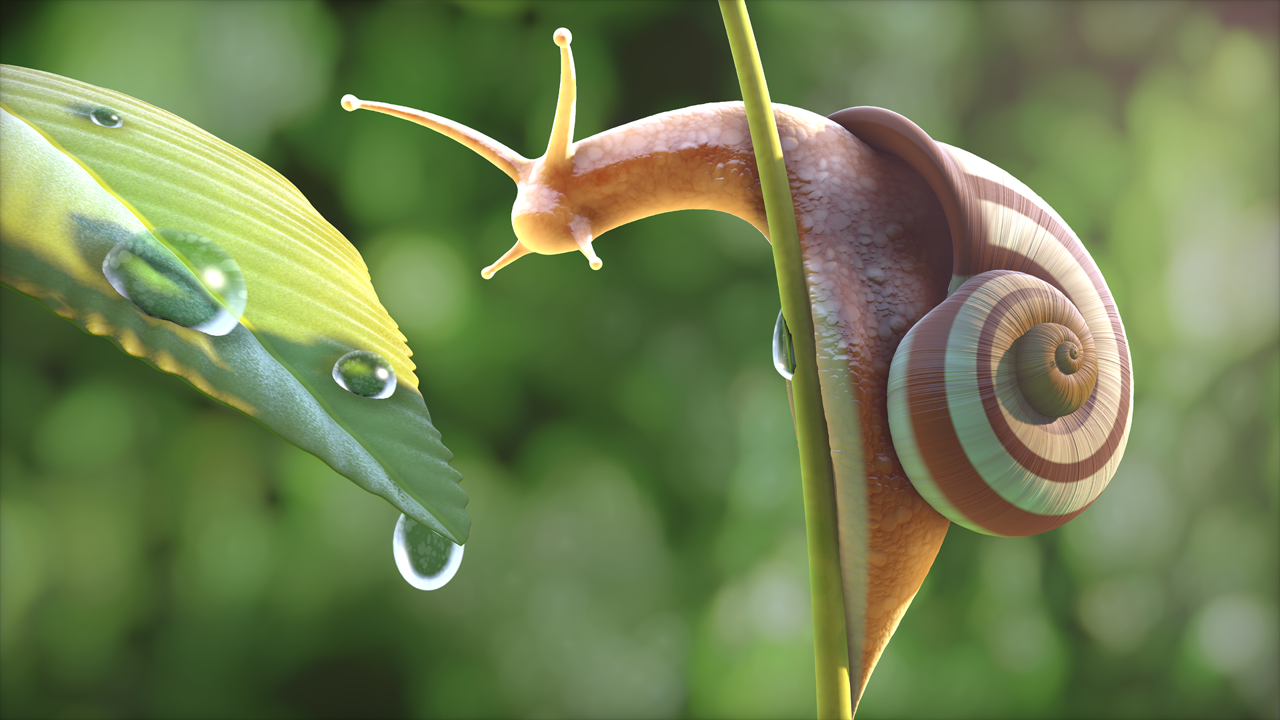
Una imagen de procedimiento realizada en Shadertoy con campos de distancia, modelada, sombreada, iluminada y renderizada en tiempo real.

Shadertoy.com es una comunidad y plataforma en línea para profesionales de gráficos y entusiastas que comparten, aprenden y experimentan con técnicas de renderizado y arte procedimental a través del código en lenguaje GLSL. Hay más de 31 mil aportes públicos a mediados de 2019 provenientes de miles de usuarios. WebGL permite a Shadertoy acceder a la potencia de cálculo de la GPU para generar arte procedimental, animación, modelos, iluminación, lógica basada en estados y sonido.

## Historia
Shadertoy.com fue creado por Pol Jeremias e Inigo Quilez en enero de 2013 y se puso en línea en febrero del mismo año.
Las raíces del esfuerzo se encuentran en la sección "Shadertoy" de Iñigo en su sitio web educativo sobre gráficos por computadora. Con la llegada de la implementación inicial de WebGL por parte de Firefox de Mozilla en 2009, Quilez creó el primer entorno de codificación en vivo en línea y un repositorio curado de sombreadores de procedimientos. Este contenido fue donado por 18 autores de la Demoscene, los cuales mostraron animaciones avanzadas en tiempo real e interactivas nunca antes vistas en la Web, como metaballs raymarched, fractales y efectos de túnel.
Después de haber trabajado juntos en varios proyectos de renderizado en tiempo real durante años, en diciembre de 2012 Quilez y Pol decidieron crear un nuevo sitio de Shadertoy que seguiría la tradición de la página original de Shadertoy con su recurso con sabor a demoscene y gráficos en tiempo real con limitaciones de tamaño. contenido, pero agregaría características sociales y comunitarias y adoptaría una actitud de código abierto.
La página salió con el editor en vivo, reproducción en tiempo real, capacidades de navegación y búsqueda, funciones de etiquetado y comentarios. En cuanto al contenido, Shadertoy proporcionó un conjunto fijo y limitado de texturas para que sus usuarios las utilizaran de manera creativa. A lo largo de los años, Shadertoy agregó funciones adicionales, como compatibilidad con entrada de micrófono y cámara web, video, música, renderizado de realidad virtual y renderizado de múltiples pases.
Hay más de 31 mil contribuciones en total de miles de usuarios, varios de los cuales están referenciados en artículos académicos. Shadertoy también organiza concursos y eventos anuales para su comunidad, como el Concurso Siggraph 2015 Shadertoy.

## Características
- Edición: editor con resaltado de sintaxis, con retroalimentación visual inmediata
- Social: comentar sobre los shadertoys, votar (dar me gusta)
- Compartir: enlaces permanentes, incrustadas en otros sitios web, uso compartido de sombreadores privados
- Representación: historial y multipass basados en búfer de punto flotante
- Entradas de medios: micrófono, cámara web, teclado, mouse, VR HMD, soundcloud, video, texturas

## Uso
Un ejemplo de una animación de procedimiento creada en Shadertoy podría ser el siguiente túnel cuadrado:
```
void
 
mainImage
(
 
out
 
vec4
 
fragColor
,
 
in
 
vec2
 
fragCoord
 
)

{

  
// input: pixel coordinates

  
vec2
 
p
 
=
 
(
-
iResolution
.
xy
 
+
 
2.0
*
fragCoord
)
/
iResolution
.
y
;

  
// angle of each pixel to the center of the screen

  
float
 
a
 
=
 
atan
(
p
.
y
,
p
.
x
);

  

  
// modified distance metric

  
float
 
r
 
=
 
pow
(
 
pow
(
p
.
x
*
p
.
x
,
4.0
)
 
+
 
pow
(
p
.
y
*
p
.
y
,
4.0
),
 
1.0
/
8.0
 
);

  

  
// index texture by (animated inverse) radius and angle

  
vec2
 
uv
 
=
 
vec2
(
 
1.0
/
r
 
+
 
0.2
*
iTime
,
 
a
 
);

  
// pattern: cosines

  
float
 
f
 
=
 
cos
(
12.0
*
uv
.
x
)
*
cos
(
6.0
*
uv
.
y
);

  
// color fetch: palette

  
vec3
 
col
 
=
 
0.5
 
+
 
0.5
*
sin
(
 
3.1416
*
f
 
+
 
vec3
(
0.0
,
0.5
,
1.0
)
 
);

  

  
// lighting: darken at the center  

  
col
 
=
 
col
*
r
;

  

  
// output: pixel color

  
fragColor
 
=
 
vec4
(
 
col
,
 
1.0
 
);

}

```

El código anterior genera la siguiente imagen:

## Menciones
Se hace referencia a Shadertoy.com en varias fuentes:
- Blog de desarrolladores de NVidia, junio de 2016, anuncio del concurso Shadertoy 2016.[6]
- Siggraph Real-Time Live!, 2015, un proyecto interactivo de visualización de sonido.[7]
- Hacker News, 2014, Shadertoy agrega música procesal generada por GPU en el navegador.[8]
- Métodos numéricos para el trazado de rayos de superficies definidas implícitamente,[9]
- Curso CS 371 en Williams College, 2014, Inspiración para CS 371[10]
- Representación en tiempo real, agosto de 2015, siete cosas para el 20 de agosto de 2015.[11]